# Geronimo Stilton
Geronimo Stilton är en italiensk animerad TV-serie om en mus-journalist som heter Geronimo.

## Handling
Geronimo är en prisbelönt mus-journalist/författare på tidningen Mus-nytt som helst av allt vill ta det lugnt. Trots det dras han ständigt in i nya äventyr med sin syster Tea, sin kusin Tiburtus och sin brorson Benjamin. Han konkurrerar dessutom med Sally Rasmus, som jobbar på Gnagar-nytt.

## Svenska röster (urval)
- Gunnar Ernblad - Geronimos farfar
- Linus Lindman/Kristian Stålhgren - Geronimo Stilton
- Anna Nordell - Tea Stilton
- Mats Nilsson - Tiburtus
- Benjamin Tesfazion - Benjamin
- Mia Kihl/Alice Sjöberg Brise - Pandora
- Kia Skog - Sally